# Lencsehegyi bányarobbanás
Az 1988. december 4-i lencsehegyi bányarobbanás a magyarországi szénbányászat egyik utolsó nagy balesete volt. A nem engedélyezett szénomlasztást követő szénporrobbanásban 11 bányász halt meg, míg további 4 fő később az égési sérülésekben halt bele.

## A robbanás
1988-ban a Dorogi Szénbányák Lencsehegy II. bányaüzemében igen feszített ütemben dolgoztak. Az aktuális terv eléréséhez december hónapban 50.000 tonna jó minőségű szenet kellett felszínre hozniuk, ezért a termelést több műszakban folytatták. A robbanás előtt mintegy két héttel a feszített ütemű termelés miatt már volt egy üzemzavar a későbbi történések helyszínén, az 52-es kamrafejtésben. A munkavezetők szénomlást előidéző, ún. provokációs robbantást kívántak végrehajtani. A robbantáshoz egy robbantólyukat fúrtak a szénbe, a fúrás során nagy mennyiségű szén-monoxid áramlott a járatba, emiatt az érintett bányaterületről 60 bányászt ki kellett vonni.
A lencsehegyi bányaüzem 1988. december 4-én termelő műszakot tartott. Az 52-es számú csapat kamrafejtésében a szokottnál is gyorsabban kívántak haladni a termeléssel. A kamrafejtésben tartózkodó vezető vájár és főaknász úgy gondolta, hogy a gyorsabb szénomlasztás elérése érdekében ismét egy provokációs robbantást kellene végrehajtani. Ilyen műveletet végrehajtani csak a bánya vezető mérnökének tudtával és engedélyével lett volna szabad, ám az ő engedélyét ezúttal mellőzték. A munkát irányító diszpécser tudott a műveletről, azonban ő sem tiltotta meg a művelet elvégzését, mindössze különböző követelményeket támasztott vele szemben. A robbantómester összeállította a robbantáshoz szükséges berendezéseket, majd 11:15-kor végrehajtotta a provokációs robbantást. A robbantó által előidézett detonációt egy hatalmas erejű második megrázkódtatás, egy szénporrobbanás követte. Az óriási erejű detonáció a bánya 800 méternyi távolságban lévő részein is a földre döntötte az ott dolgozókat, a szénpor robbanásától 200 méteres távolságig égtek meg a bányászok. A lángok nyomán nagy mennyiségű szén-monoxid szabadult fel. A robbanás tönkretette a járatok világítását, a bánya telefonhálózatát és jelentős károkat okozott a berendezésekben. A járatok nagyon rövid idő alatt megteltek füsttel.

## Mentési műveletek
A robbanás után azonnal megkezdődött a mentés. A személyes életvédelmi készülékeknek és a korábbi mentési gyakorlatoknak köszönhetően a mélyben dolgozó bányászok nagy része saját maga, illetve bajtársai segítségével el tudta hagyni a járatokat. Bányamentő csapatok érkeztek Oroszlányból, Tatabányáról és Dorogról, az odalent terjedő mérgező gázok miatt a katasztrófával sújtott 52-es kamrafejtésbe csak ezek a speciálisan felszerelt egységek tudtak lemenni. Ők találták meg az áldozatok holttesteit, az utolsó holttestet este hét órára tudták a felszínre emelni. A helyszínre nagy számú mentőautó is érkezett, amelyek a győri, esztergomi és budapesti kórházakba szállították a sérülteket. Az áldozatok többségével valójában nem maga a robbanás, hanem a szén-monoxid-mérgezés végzett. A robbanásban 9 magyar és két lengyel bányász halt meg. A kórházakba kerülteknek különböző fokú égési sérülései voltak, illetve metán- és CO-mérgezést szenvedtek.
A balesetet előidéző bányászok egyike sem élte túl a katasztrófát, ellenük eljárás nem folyt. A magyar áldozatokat azokon a településeken temették el, ahol éltek. A szerencsétlenség két lengyel áldozatát Lubinban, bányász tiszteletadással, a magyar bányászok képviselőinek jelenlétében búcsúztatták december 10-én.